# Centre communautaire laïc juif
Le Centre communautaire laïc juif (CCLJ), fondé en 1959 par David Susskind et Charles Knoblauch, sous le nom de Centre culturel et sportif juif, puis renommé Centre communautaire laïc juif David Susskind en 2011, est une organisation identitaire juive belge se définissant autour des valeurs du judaïsme laïc et de l'humanisme.
Le CCLJ anime un site internet, publie un magazine, Regards, et anime une émission hebdomadaire sur Radio Judaïca, « Et si pas maintenant, quand ? ». L'organisation est membre du Comité de coordination des organisations juives de Belgique (CCOJB) et du Centre d'action laïque.

## Principes et objectifs

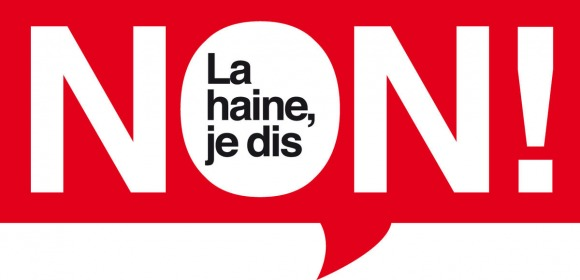
Slogan pour lutter contre le racisme et la discrimination

L’association a pour objet le développement de la culture au sein de la communauté juive dans le respect des principes du libre examen et des droits de l’homme.
Au cœur des combats du CCLJ, on trouve « l’affirmation et à la transmission de l’identité juive laïque et humaniste », la perpétuation du devoir de mémoire envers la Shoah et les autres génocides du XXe siècle, la « défense des valeurs de laïcité, d’égalité, de mixité, de tolérance, de dialogue et d’ouverture héritées de l’humanisme juif », la « lutte contre toute forme d’antisémitisme, de racisme, de xénophobie, de sexisme, d'homophobie et [la] particip[ation] au combat contre l’extrême droite et toutes les politiques de discrimination »,,, ainsi que de « renforcer [sa] solidarité avec Israël et avec toutes les communautés juives dans le monde qui mènent le combat pour assurer leur existence physique, morale et culturelle ».
David Susskind a résumé le combat du CCLJ par la maxime d’Hillel l’ancien :
« Si je ne suis pas pour moi, qui le sera ? Si je ne suis que pour moi, que suis-je ? Et si pas maintenant, quand ? »,.

## Histoire

### Création
Le CCLJ est créé en 1959 sous le nom de CCSJ (Centre Culturel et Sportif Juif) par des jeunes ayant survécu à la Shoah. Il fut dirigé par David Susskind, un Juif fréquentant les milieux communistes. Réfugié en Suisse durant la Seconde Guerre mondiale, il militera pour la promotion d'un judaïsme laïque.
Dès l'année de sa création, le CCSJ héberge un théâtre yiddish. La Colonie Amitié est créée un an plus tard par Charles Knoblauch, organisant des voyages en Suisse puis, à partir de 1967, à Saint-Idesbald, en Belgique. La JJL est fondée en 1963, suivie de la revue Regards deux ans plus tard. Le CCSJ devient le CCLJ en 1967.
À la suite de la guerre des Six Jours, le CCLJ mobilise des volontaires et participe à des collectes de dons de sang, de médicaments et de donations. Une édition spéciale de son journal, « La guerre contre Israël - Pourquoi ? », dénonce « le nationalisme arabe à l’assaut d’Israël -encouragé par Franco- soutenu par l’URSS » et affirme « qu’après l’extermination nazie, après Varsovie, le monde juif vit des moments cruciaux et décisifs de son existence. (...) Si une issue victorieuse est offerte à l’agression arabe, tout Israël semble destiné à devenir un vaste camp d’extermination ». L'année suivante, le CCLJ participe à la création du Comité belge pour une paix négociée au Moyen-Orient.
Il s'implique ensuite dans le combat des Refuzniks, Juifs d'URSS interdits d'émigration à l'étranger, en Israël en particulier, par le biais d'une conférence en 1971 avec David Ben Gourion, Menahem Begin et 900 délégués du monde entier ainsi que d'une seconde organisée également à Bruxelles en 1976. À la suite de la guerre de Kippour, il lance une Campagne de solidarité: « Israël je t’aime ». Il organise de contacts entre Israéliens et membres de l’OLP alors que ceux-ci étaient encore interdits et considérés comme membres d'une organisation terroriste par Israël et les États-Unis.
Le Cercle Ben Gourion, fidèle au principe de soutien inconditionnel à Israël, est créé en 1979 et le fossé se creuse avec les adhérents du CCLJ, plutôt de gauche. Principalement, à la suite de la guerre du Liban et de l’Intifada. 
De 1985 à 1986, un groupe de rencontre  et de réflexion informel, de 50 à 70 personnes, composé de Juifs, d'Italiens, d'Espagnols,
ainsi que de Marocains laïques venus d'un Islam religieux se réunissait et aurait servi de terreau à la naissance du CLAM (Centre laïque arabo-musulman) fondé en 1989.

### Initiatives politiques

#### «Give Peace a Chance»
En 1988, le CCLJ organise « Give Peace a Chance » : la première rencontre publique entre Palestiniens et Israéliens, l'année suivante est organisée une deuxième rencontre « Give Peace a Chance, Women speak out » consacrée au dialogue entre femmes. Et est créée l'organisation des Amis Belges de Shalom Archav (La Paix Maintenant).
Les initiatives en faveur de la paix au Moyen-Orient sont poursuivies, avec des conférences où se rencontrent des partisans des deux parties du conflit israélo-palestinien. À la suite de l'assassinat d'Yitzhak Rabin, l'Espace Yitzhak Rabin est inauguré en 1996, en présence de son épouse, Lea Rabin.
Malgré les opinions critiques d'Israël, comme celles de Simone Susskind, le CCLJ, s'oppose aux campagnes de boycotts menées contre Israël et critique les organisations comme BDS. Leila Shahid et Chouki Armali (délégué général de la Palestine) reconnaissent le rôle important que le CCLJ avait joué « pour les Palestiniens », notamment par le biais de conférences.
En 2003, sur Radio Judaïca, Rafi Yerushalmi et Alain Tastiel accusent le CCLJ d’être corrompu, de dérive sectaire et de « mettre en danger les enfants israéliens, ceux des bus qui explosent », ce que le Président du CCLJ estime être d'un langage dénigrant et nauséabonds.
Le 3 mai 2010, le CCLJ organise le lancement de J-Call au Parlement européen qui critique le gouvernement israélien et tend à faire pression sur celui-ci. 

#### Représentation communautaire
En 2011, à la suite de l'invitation du Président de la Chambre des représentants André Flahaut, qui avait comparé l'État d'Israël au nazisme ainsi que de pro-palestiniens et d'« un négationniste du génocide arménien » à un dîner de soutien, Isaac Franco, chroniqueur à Radio Judaïca, critique « le Flahaut du Mémorial de la déportation en 2006, le Flahaut de la mascarade de Nivelles en 2008 et de la manifestation violemment anti-israélienne du 11 janvier 2009 ». Il critique les membres du CCLJ qui « s’en remettent entièrement à l’efficacité toute relative de leur stratégie du coup de téléphone et des petits arrangements entre amis et répugnent, même après avoir constaté son évidente insuffisance ou inadéquation, à exprimer publiquement l’indignation ou les attentes de ceux dont ils tirent leur légitimité ». Le CCLJ critique ses propos, et y voit une exagération, et les résume en une phrase ironique : « opuscule raciste à Knokke, dérapage à la RTBF, Mein Kampf, même contenu ».
Le CCLJ avait condamné les propos du politicien Philippe Moureaux en 2012, qui avait comparé « les méthodes de Goebbels » à celle d'un journaliste lors d'une interview sur Maghreb TV ainsi qu'en 2015, après  avoir accusé l'État Juif de répandre la haine des Arabes en Europe, et ainsi serait responsable de difficultés qu'ils rencontrent en Belgique et puis quand il avait exprimé son soutien à Dieudonné lorsqu'il s'était fait condamner par la justice. À la suite des attentats de Paris, contre Charlie hebdo ainsi que contre des Juifs, le CCLJ a préféré ne pas commenter la réaction du président du parti socialiste belge, Elio Di Rupo, qui avait fait un parallèle entre les victimes des attentats et les Palestiniens. Il avait adopté le slogan « Je suis Charlie, je suis Juif, je suis Palestinien », et avait été critiqué notamment par le CCOJB. En 2016, à la suite de la comparaison faite par Rudi Vervoort entre les Juifs victimes de la Deuxième Guerre mondiale à des terroristes condamnés, Le CCLJ l'accuse de confondre lutte contre le terrorisme et nazisme. « Les Juifs, victimes de la barbarie nazie et de leurs collaborateurs zélés, étaient tous innocents. Contrairement aux criminels djihadistes, les Juifs étaient exclus et exterminés parce que Juifs. Les Juifs n'ont pas demandé à Rudi Vervoort que la mémoire de la Shoah soit instrumentalisée dans ce jeu de politicien entre la gauche et la droite. Ils lui demandent en revanche de veiller à ce que cette mémoire soit sanctuarisée et à l'abri de ce type d'incidents ».
Il condamne de même les propos du ministre de l’Intérieur Jan Jambon comparant la situation des djihadistes qui se sont cachés pendant des mois à Molenbeek à celle des Juifs cachés par des Belges sous l’occupation allemande.
Le 5 février 2015, le CCLJ soutient le projet de reconnaissance de l’État de Palestine à la Chambre des représentants . Au cours de la même année, le  Président du CCLJ, Henri Gutman, réaffirme le soutien politique du CCLJ à « la paix maintenant » .

#### Devoir de mémoire et humanisme
En 2005, le CCLJ organise une manifestation regroupant une centaine de personnes, en faveur de l’extension de la loi de 1995 qui pénalise la négation du Génocide des Juifs, aux génocides des Arméniens et à celui des Tutsis. En 2006 : création de la cellule « formation-jeunesse » du CCLJ, visant à sensibiliser les élèves de la Communauté française de Belgique, sur l’histoire des génocides et à la lutte contre le racisme et l’extrême droite. Le programme sera suivi par 10 000 élèves: « Mieux vivre ensemble » en primaire et « Travailler sur les racines du mal » en secondaires. En décembre, création de « Rencontres annuelles de la laïcité, de l’égalité et de la mixité » en collaboration avec l’association Ni Putes Ni Soumises.

#### Sur l'antisémitisme
À la suite de la montée de l'antisémitisme et du nombre croissant de Juifs qui quittent définitivement la Belgique, le président du CCLJ reconnait « [qu']il a fallu [au CCLJ] du temps pour reconnaître non le phénomène mais son intensité parce que cette idée du départ ne correspondait pas à nos valeurs. On s’est focalisés sur l’extrême droite mais on n’a pas voulu voir l’antisémitisme musulman car il émanait d’immigrés qui sont eux-mêmes discriminés. Il faut le dire, le reconnaître ! ...Battons-nous, la fuite n’est pas une solution... » et il conclut: « Je n'accuse pas, moi, les Turcs de Belgique d'être les assassins des Arméniens. Au CCLJ, nous condamnons la colonisation israélienne! ».

### Initiatives culturelles
Diverses conférences et projections de films sont organisées, notamment sur le génocide des Tutsis.
En 1963 est fondée la JJL, un mouvement de jeunesse progressiste, qui organise des activités sportives et sociales. En 1985 et en 1987, deux Festivals des Cultures Juives. En octobre 1986, le CCLJ organise la Première Conférence Européenne pour un judaïsme laïque et humaniste, créant un programme de l'Année du Judaïsme pour les Bnei-Mitsva, où l'apprentissage du jeune Bar Mitzvah marque le passage à l'âge adulte et constitue un moyen de « s'inscrire de façon plus forte dans le judaïsme ». L'association abrite une crèche, ainsi qu'un club du troisième âge, un club de bridge et de cuisine. Elle a par ailleurs célébré son premier mariage juif laïque en 2002. Et la même année, inaugure ses nouveaux locaux en compagnie du Premier Ministre Guy Verhofstadt. Le CCLJ organise également des Collectes de fonds de soutien. 
Depuis 2001, le centre organise l’opération Père Noël, qui vise à offrir des cadeaux et de la joie durant les festivités de Noël à des enfants malades et appelle à faire des actes de charité.

## Journal Regards
En 1965 est créé par Victor Cygielman et David Susskind un journal. Le journal comportait une rubrique Yiddish ainsi qu'une autre en judéo-espagnol. Le Journal est devenu aujourd'hui un Magazine, qui publie des articles de débat sur des sujets d'actualité juive et israélienne.
Depuis 1998, le CCLJ et la revue Regards attribuent le titre de Mensch de l'année à des personnalités pour leur contribution à l'épanouissement de la communauté juive de Belgique ainsi que par la dimension humaniste de leurs engagements.

### Polémiques
En 1982, la Tribune sioniste publie un dossier polémique: « Regards sur Regards », critiquant les rédacteurs du journal du CCLJ de n'avoir qu'une cible, le gouvernement israélien; un objet d'aversion, l’État hébreu. Du fait de la présence d'une caricature décrivant le président du CCLJ comme un agent à la solde de l'OLP et de l'État syrien ainsi qu'en compagnie d'un membre d’Abou Nidal, qui avait jeté deux grenades sur un groupe d’enfants juifs à Anvers en 1980. Une conférence des institutions juives de Belgique avait fait suite à la polémique, et avait décrit le document comme gravement préjudiciable aux intérêts de la Communauté et à son image.
En 2003, le journal « Regards » fut pointé du doigt par certains membres de la communauté juive, à la suite de parutions jugées antisionistes. Le CCLJ soutient la pluralité des points de vue, notamment en favorisant aussi bien l'expression de personnalités sionistes qu'antisionistes. Le CCLJ entre en confrontation avec l'Agence Diasporique d'Information  (une organisation juive) qui avait publié un communiqué prenant à partie David Susskind et des membres du CCLJ ami de ce dernier, l'accusant de s'être enrichi aux dépens de la communauté juive grâce à des relations et amitiés avec des figures politiques. Le CCLJ avait condamné ces propos tout en y voyant du déshonneur, de la calomnie, « des mensonges et contrevérités » tout en reprenant la « structure argumentative de la propagande nazie des années 30 ».
En juin 2010, « À propos de Gaza, le CCLJ réitère sa demande d’en lever le blocus »et salue les « capitaines courageux » de la flottille qui avaient tenté de forcer le blocus maritime et dont ces derniers avaient rétorqué à l'armée israélienne: « retournez à Auschwitz » lorsqu'elle leur avait demandé de virer de bord. Bien que l'armée israélienne affirme que les soldats avaient réagi par légitime défense,, le CCLJ publie un communiqué inédit de soutien « aux familles des victimes de l'attaque » prétendant que le CRIF aurait fait de même, ce que le CRIF dément. En décembre, le représentant des étudiants Juifs de Belgique, critique le CCLJ pour avoir supporté Charles Enderlin « qui pourrait bien avoir accrédité l’imposture antisémite la plus obscène de ce nouveau siècle » concernant l'affaire Mohammed al-Durah. Ainsi que pour ne pas reconnaître le malaise des Juifs, quand « avec leurs amis politiques, défilent sous leurs fenêtres des dizaines de milliers de manifestants fustigeant Israël dont nombre hurlent impunément « Mort aux Juifs (...) Pas étonnant enfin de la part de ces « responsables » communautaires qui « regardent leurs chaussures lorsque » leurs « amis politiques appellent à traduire les dirigeants israéliens en justice pour le crime d’user de leur droit à la légitime défense, mettent au compte des Juifs les ratés de l’intégration des dernières vagues de l’immigration ou disent du sionisme qu’il est une forme de racisme et d’extrémisme ».
Depuis 2012, le magazine comprend des caricatures, qui s'attache à critiquer la politique que mène le gouvernement israélien, notamment dans « Le nouveau film de B. Netanyahou », ce dernier est représenté à l'affiche d'Apocalypse Now avec le Camp d'extermination d’Auschwitz en arrière-plan. Avant 1980, il était un journal beaucoup plus communautaire, néanmoins, depuis lors, le magazine continue de renseigner sur les activités culturelles du CCLJ et de la communauté juive bruxelloise. Le journal prend des positions sur le conflit israélo-palestinien et critique le lien que le peuple Juif entretient avec la Judée et la Samarie. Ouri Wesoly, rédacteur et directeur du journal, critique notamment le rabbin Itshak Ginsburgh qui aurait selon ce dernier, « des idées parfaitement répugnantes », il compare Meir Kahane à Adolf Hitler et s'oppose aux colonies en Cisjordanie.
Le CCLJ réaffirme ses positions concernant le statut de Jérusalem, ne la reconnaissant pas comme « la capitale éternelle et indivisible de l'État hébreu » et concernant la situation en Cisjordanie : « le vrai visage de l’occupation et de la colonisation : la domination d’un autre peuple par la violence et la remise en cause des fondements de la démocratie israélienne ». En décembre 2017, les éditeurs du Regards regrettent la décision du président des États-Unis de reconnaître Jérusalem comme capitale d’Israël et d’y établir l’ambassade américaine.

## Affiliations
Le CCLJ est membre depuis le 23 février 2002 du Centre d'action laïque (CAL), la coupole des organisations laïques belges qui est officiellement reconnue comme représentante de ce courant de pensée par les autorités belges. Le CCLJ est par ailleurs membre du CCOJB et membre du Congrès juif européen (CJE). L'organisation est reconnue et soutenue par la Communauté française de Belgique comme étant représentative de la communauté juive laïque de Belgique.